# 颱風珊珊 (2024年)
颱風珊珊（英語：Typhoon Shanshan，國際編號：2410，聯合颱風警報中心：WP112024）是2024年太平洋颱風季第10個被命名的風暴。「珊珊」一名由香港提供，是一個在香港頗為普遍的少女暱稱。

## 發展過程
8月21日，一個熱帶擾動在北馬里亞納群島西南方海域生成，美國海軍研究實驗室給予擾動編號90W。上午8時，日本氣象廳將其升格為熱帶低氣壓，並對其發布烈風警報 。同時，台灣中央氣象署將其升格為熱帶低氣壓，給予編號TD11。下午4時，聯合颱風警報中心將其評級提升「高」，並對其發佈熱帶氣旋形成警報。晚上8時，聯合颱風警報中心將其升格為熱帶低氣壓，給予熱帶氣旋編號11W 。同時，香港天文台將其升格為熱帶低氣壓。
8月22日凌晨2時，日本氣象廳將其升格為熱帶風暴，給予國際編號2410，並命名「珊珊」。同時，台灣中央氣象署將其升格為輕度颱風。上午8時，聯合颱風警報中心和香港天文台同時將其升格為熱帶風暴。晚上8時，香港天文台和日本氣象廳同時將其升格為強烈熱帶風暴。
8月23日下午2時，台灣中央氣象署將其升格為中度颱風。
8月24日凌晨2時，聯合颱風警報中心將其降格為熱帶風暴。上午8時，日本氣象廳和聯合颱風警報中心同時將其升格為颱風。
8月25日上午8時，澳門氣象局將其升格為颱風。下午2時，香港天文台將其升格為颱風。
8月27日上午8時，香港天文台和澳門氣象局將其升格為強颱風。晚上8時，香港天文台將其升格為超強颱風。
8月28日凌晨2時，澳門氣象局將其升格為超強颱風。
8月29日凌晨2時，香港天文台將其降格為強颱風。上午7時，日本氣象廳表示颱風珊珊於鹿兒島縣薩摩川內市附近登陸。上午8時，日本氣象廳和香港天文台同時將其降格為颱風。下午2時，日本氣象廳和香港天文台同時將其降格為強烈熱帶風暴。晚上8時，聯合颱風警報中心將其降格為熱帶風暴。
8月30日凌晨2時，日本氣象廳和香港天文台同時將其降格為熱帶風暴。同時，台灣中央氣象署將其降格為輕度颱風。晚上8時，聯合颱風警報中心將其降格為熱帶低氣壓。
8月31日早上8時，香港天文台和台灣中央氣象署將其降格為熱帶低氣壓。
9月1日上午11時，日本氣象廳將其降格為熱帶低氣壓。下午2時，香港天文台將其降格為低壓區。
9月2日凌晨2時，日本氣象廳認為其已消散。

## 影響

### 日本
當地發布之最高風力警報：暴风特别警报

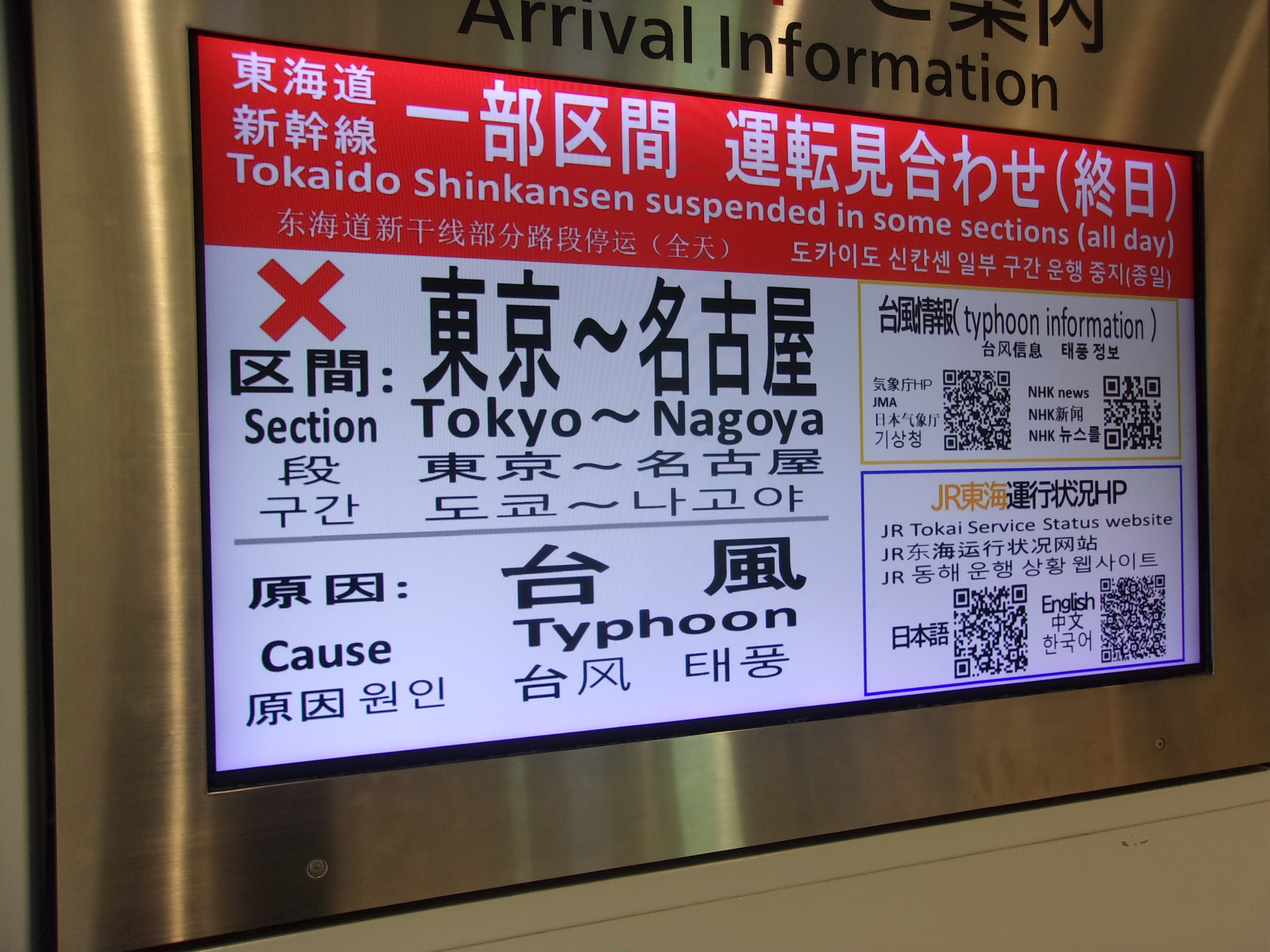
受颱風珊珊影響，東海道新幹線東京站至名古屋站區間停駛

8月23日，日本東海電視台表示，儘管珊珊的路徑仍存在不確定性，但其路徑和強度與2018年導致關西國際機場嚴重受損的颱風飛燕極為相似。8月24日，日本氣象廳表示，隨着珊珊向北移動，8月27日日本西部至東部出現強風暴雨的風險日增。
8月27日，氣象廳發出暴風警報。8月28日，氣象廳對沖繩縣北部、鹿兒島縣及宮崎縣南部發出最高級別的暴風特別警報。氣象廳預測珊珊登陸前氣壓可能降至925百帕斯卡，成立「特定災害對策本部」，是繼2022年颱風南瑪都後，2年以來首次成立「特定災害對策本部」。九州新幹線決定於8月28日晚上至29日停駛熊本站到鹿兒島中央站區間；博多站到熊本站區間於8月29日也可能暫停服務。東海道新幹線及山陽新幹線由8月29日晚間至30日期間，全線或部分區間也可能出現預防性停駛或長時間停駛。全日本空輸於上午9時半宣佈，8月28日至30日期間共計取消112班航班；日本航空公司於上午11時宣布，8月28日及8月29日總計取消178班航班。氣象廳和國土交通省在日本時間下午2時舉行記者會，表示鹿兒島縣可能會遭遇破紀錄的強風、豪雨及巨浪。
8月29日，珊珊登陸鹿兒島縣薩摩川內市，東海旅客鐵道宣布，東海道新幹線決定於8月30日全日停駛三島站至名古屋站區間；來往東京站至三島站及名古屋站至新大阪站的服務會受限。而取消航班亦增至579班航班，分別為日本航空取消276班航班、全日本空輸取消212班航班、空之子航空取消62班航班及捷星日本航空取消29班航班。
登陸後，珊珊穿越九州北部，打破日本多項氣象記錄。佐伯市劍崎在29日下午6時內的72小時降雨量達到597毫米，大分縣、靜岡縣的5處地方創觀測史上降雨量最高紀錄。
在其眼壁掠過喜界島時，島上最大陣風達到44.2米每秒，為島上有記錄以來8月的最大陣風。愛知縣蒲郡市發生山泥傾瀉，一棟民宅中的一家5口被埋。2名40多歲女兒，分別重傷及輕傷；但70多歲的戶主夫婦，以及30多歲兒子就證實死亡。鹿兒島縣和宮崎縣合共有36人受傷；在福岡縣築上町一名29日晚外出察看河流情況的八十多歲男性1名男子墜海失蹤，其後證實死亡。同縣京都町，一名町內的80多歲女性被發現倒在路溝裡遇溺死亡。德島縣上板町一名80多歲男性被壓在損壞的房屋下死亡。佐賀縣鹿島市一名80多歲男性在神社的參道上可能是被強風吹致摔倒，已確認死亡。29日在鹿兒島市鹿兒島港的海裡發現了一具男性遺體。
九州電力表示，截至8月29日上午8時，總共有494870戶停電。
豐田汽車在日本的全數工廠停工停產。

### 中國大陸
8月27日，340艘各类作业渔船在舟山市當局的要求下在晚上10时前撤至东经125度30分以西海域避风。

## 外部連結
| 太平洋颱風季             |
| 主題頁 - 專題 - 編輯指南 |

- （日語）日本氣象廳首頁 （页面存档备份，存于）
- （英文）聯合颱風警報中心首頁 （页面存档备份，存于）
- （简体中文）中國國家氣象中心首頁 （页面存档备份，存于）
- （繁體中文）臺灣中央氣象署首頁 （页面存档备份，存于）
- （繁體中文）香港天文台首頁 （页面存档备份，存于）
- （繁體中文）澳門地球物理氣象局首頁 （页面存档备份，存于）
- （英文）菲律賓大氣地球物理和天文管理局 惡劣天氣公告 （页面存档备份，存于）
- （泰文）泰國氣象局首頁 （页面存档备份，存于）